# Matej Dolžan
Matej Dolžan, německy též Matthäus Dollschein nebo Dolschein, byl rakouský politik z Kraňska, během revolučního roku 1848 poslanec Říšského sněmu.

## Biografie
Roku 1849 se uvádí jako Matthäus Dollschein, poštmistr ve městě Logatec (Loitsch).
Během revolučního roku 1848 se zapojil do veřejného dění. Ve volbách roku 1848 byl zvolen i na ústavodárný Říšský sněm. Zastupoval volební obvod Logatec. Tehdy se uváděl coby c. k. poštmistr a zemědělec. Nepatřil mezi výslovně národně orientované slovinské poslance. Rezignoval v prosinci 1848. Do parlamentu pak místo něj usedl Blaž Ovijač.